# پیش‌بینی زمین‌لرزه
پیش‌بینی زمین‌لرزه معمولاً به مشخصاتی مانند زمان، مکان و اندازه از زمین لرزه آینده در محدوده تعیین شده را گویند. , که بر اساس سوابق انجام می‌شود.

## نکات
1. ↑  (Geller و دیگران ۱۹۹۷)، p. 1616.